# Francia en los Juegos Olímpicos de Berlín 1936
Francia estuvo representada en los Juegos Olímpicos de Berlín 1936 por un total de 201 deportistas que compitieron en 18 deportes.  
El portador de la bandera en la ceremonia de apertura fue el atleta Jules Noël.

## Medallistas
El equipo olímpico francés obtuvo las siguientes medallas:
| Nombre                                                                                     | Deporte           | Competición                |
| ------------------------------------------------------------------------------------------ | ----------------- | -------------------------- |
| Oro                                                                                        |                   |                            |
| Jean Despeaux                                                                              | Boxeo             | Medio (72,5 kg) M          |
| Roger Michelot                                                                             | Boxeo             | Semipesado (79,5 kg) M     |
| Robert Charpentier Jean Goujon Guy Lapébie Roger Le Nizerhy                                | Ciclismo en pista | Persecución por eqs. M     |
| Robert Charpentier                                                                         | Ciclismo en ruta  | Ruta ind. M                |
| Robert Charpentier Robert Dorgebray Guy Lapébie                                            | Ciclismo en ruta  | Ruta por eqs. M            |
| Louis Hostin                                                                               | Halterofilia      | 82,5 kg                    |
| Emile Poilvé                                                                               | Lucha libre       | 79 kg M                    |
| Plata                                                                                      |                   |                            |
| Pierre Georget                                                                             | Ciclismo en pista | 1000 m contrarreloj M      |
| Guy Lapébie                                                                                | Ciclismo en ruta  | Ruta ind. M                |
| Edward Gardère                                                                             | Esgrima           | Florete ind. M             |
| René Bondoux René Bougnol Jacques Coutrot André Gardère Edward Gardère René Lemoine        | Esgrima           | Florete por eqs. M         |
| André Jousseaume (Favorite) Gérard de Ballorre (Debaucheur) Daniel Gillois (Nicolas)       | Hípica            | Doma por eqs.              |
| Henri Eberhardt                                                                            | Piragüismo        | K1 10 000 m M              |
| Bronce                                                                                     |                   |                            |
| Louis Chaillot                                                                             | Ciclismo en pista | Velocidad ind. M           |
| Pierre Georget Georges Maton                                                               | Ciclismo en pista | Tándem M                   |
| Georges Buchard Philippe Cattiau Henri Dulieux Michel Pécheux Bernard Schmetz Paul Wormser | Esgrima           | Espada por eqs. M          |
| Marceau Fourcade Georges Tapie Noël Vandernotte                                            | Remo              | Dos con timonel (M2+) M    |
| Marcel Chauvigné Jean Cosmat Fernand Vandernotte Marcel Vandernotte Noël Vandernotte       | Remo              | Cuatro con timonel (M4+) M |
| Charles Des Jamonières                                                                     | Tiro              | Pistola libre 50 m M       |